# Lanolin

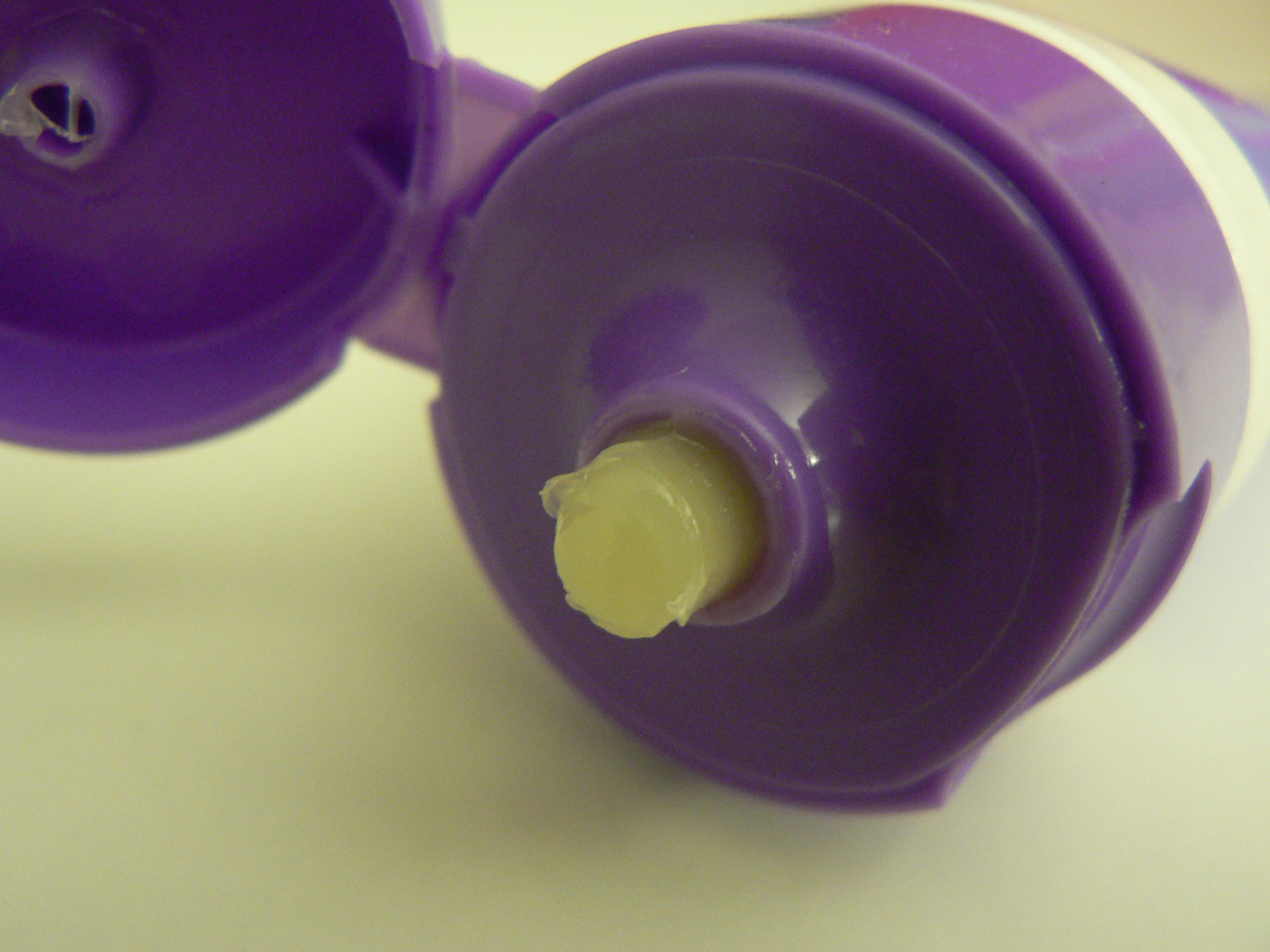
Lanolinsalva

Lanolin är ett fett som finns i ull. Ordet härrör från latinets lana, ull, och oleum, olja.

## Framställning och egenskaper
Genom urtvättning av fårull erhålls först rått ullfett, en brun och obehagligt luktande massa, som skiljs från tvättvattnet och tvållösningen genom centrifugering. Ibland sker detta efter behandling med svavelsyra eller kalciumklorid.
Råfettet består av en blandning av fett och ren lanolin. Ibland extraheras fettet med bensin eller koldisulfid. På så sätt erhållet råfett kan användas inom läderindustrin.
Av det med alkali- eller alkalikarbonatlösning behandlade råa ullfettet extraheras fettämnet med aceton, som avdestilleras. Resten behandlas med oxidationsmedel, t.ex. kaliumpermanganat och man erhåller då vattenfritt lanolin, som är en ljusgul, seg klibbig massa med svag lukt och smältpunkt vid 38–42 °C. Det smälta lanolinet är lättlösligt i eter, kloroform eller aceton, men endast obetydligt i etanol och ej i vatten.

## Användning
Lanolin härsknar inte, tas lätt upp av huden och är en vanlig konstituerande beståndsdel i salvor. Det används i hudkräm och tvål, men även i skokräm samt i vaximpregnering.
Lanolin används även som råvara vid framställning av vitamin D3. Lanolin har e-nummer kod 913.

## Historik
Lanolin är en gulvit, seg massa med svag, egendomlig lukt och mer eller mindre salvartad konsistens, alltefter mängden ingående vatten. Det framställs ur det fett som erhålls vid tvättning av rå fårull. Redan de gamla grekerna använde lanolin som kosmetiskt medel under namnet oisypos. Fettet utgör en blandning av en mängd beståndsdelar, av vilka de viktigaste är kolesterol samt fria fettsyror. Kolesterolfetten skiljer sig från vanliga fettarter genom större hållbarhet mot härskning. De förekommer konstant i alla epidermisbildningar (hud, hår, fjädrar, och så vidare) och utgör huvuddelen av det så kallade hudfettet. Oscar Liebreich påvisade detta och drog slutsatsen, att kolesterolfetten som fysiologiska beståndsdelar av huden var särdeles ägnade att tränga in i densamma och därvid medföra andra ämnen samt alltså lämpliga att utgöra den konstituerande beståndsdelen i salvor, plåster och dylikt, även i diverse kosmetiska medel, avsedda att göra sträv, tjock, fjällande hud åter mjuk och elastisk. Genom tillsats av vaselin, såpa eller fett kan det sega lanolinet göras mera smidigt och lätthanterligt.